# Auto-Tune
Auto-Tune – rodzaj procesora dźwięku, używanego do korekcji wysokości dźwięku instrumentów muzycznych i głosu ludzkiego, powszechnie stosowany w muzyce rozrywkowej. Program został stworzony przez przedsiębiorstwo Antares Audio Technologies.
Pierwszymi utworami, wydanymi z wykorzystaniem efektu Auto-Tune, były utwory wydane w 1998 roku: „Fragments of Life” Roy Vedas i „Believe” Cher. Inne przykłady to: „Blue (Da Ba Dee)” zespołu Eiffel 65 (1999), „One More Time” zespołu Daft Punk (2000) czy „Love Lockdown” Kanyego Westa (2008).
Tygodnik „Time” nazwał program Auto-Tune jednym z 50 najgorszych wynalazków w historii.